# Mbaïki
Mbaïki (även stavat Mbaki eller M'Baiki) är huvudorten i Lobaye, en av prefekturerna i Centralafrikanska republiken. Folkmängden uppgick till strax över 20 000 invånare vid folkräkningen 2003. Det ligger i den sydvästra delen av landet, 107 kilometer från huvudstaden Bangui. Ekonomin är baserad på kaffe- och träindustri. Förutom lokalbefolkningen bor även pygméer i området. Det finns också ett vattenfall nära staden. Mbaïki överläts av Frankrike till Tyskland som en del av Marocko-Kongotraktatet 1911, och blev en del av den tyska kolonin Neukamerun till dess att det blev återevrövrat av Frankrike under första världskriget.
David Dacko (1930–2003), Centralafrikanska republikens president mellan 1960 och 1966 och mellan 1979 och 1981, föddes i Mbaïki.

## Administrativ indelning
Mbaïki är huvudort för prefekturen Lobaye, samt en underprefektur och en kommun, båda med samma namn som staden. Förutom centralorten omfattar kommunen även tre landsbygdsområden (Toukoulou, Wakombo och Zanga).
Centralorten är indelad i 22 grannskap (quartier):
- Baguirmi, Boali 2, Bobolo, Bodili, Bombekiti, Bombolet 1, Bombolet 2, Bombolet 3, Bornou, Bossangoa, Botto Bonguele, Dede, Demou, Gbokombo 1, Gbokombo 2, Kouango, Mbangui 1, Mbangui 2, Ndeya, Ngbale, Typoyeurs, Yerima